# Hendes fortid (film 1916)
Hendes fortid è un cortometraggio muto del 1916 diretto da A.W. Sandberg. Sceneggiato da Harriet Bloch, era interpretato da Johannes Ring,  Else Frölich,  Knud Rassow, Henry Seemann.

## Produzione
Il film fu prodotto dalla Nordisk Film Kompagni.

## Distribuzione
In Danimarca, il film - un cortometraggio in tre bobine - uscì nelle sale presentato in prima al Victoria-Teatret di Copenaghen il 3 aprile 1916. In Finlandia, uscì il 10 settembre 1917 con il titolo Menneisyyden varjo; in Portogallo, fu distribuito dalla Filmes Castello Lopes il 22 marzo 1918 con il titolo A Visão do Passado.